# Philémon (lexicographe d'époque byzantine)
Pour les articles homonymes, voir Philémon.
Philémon (en grec Φιλήμων) est un lexicographe du VIe siècle, probablement fictif, sous le nom duquel nous est parvenu de manière fragmentaire un lexique du grec ancien, intitulé Lexique systématique (Λεξικὸν τεχνολογικόν).   

## Lexique
La préface nous indique qu’il s’agit d’un abrégé d'un ouvrage antérieur, dû au grammairien Hypéréchios d'Alexandrie, qui fait l'objet d’un article de la Souda : Ἡ τοῦ Ἀλεξανδρέως Ύπερεχίου όνομάτων τεχνολογία κανονικὼς συντεθεῖσα, en huit livres, d’après les huit parties du discours de Denys le Thrace : l’article, le nom, le pronom, le verbe, le participe, l’adverbe, la préposition, la conjonction). 
Du lexique de Philémon, il reste le premier livre et le début du second (περὶ ὀνομάτων) ; mais cet ouvrage est souvent cité dans l’Etymologicum magnum. Hypéréchios d'Alexandrie ayant vécu au Ve siècle, Philémon appartient à la haute époque byzantine, sans qu'on puisse préciser davantage.

## Authenticité
Ce lexique est considéré comme un faux reconnu dès le XIXe siècle, dérivé en partie du Dictionarium de l'humaniste Varino Favorino, édité à Bâle en 1538, créé par le copiste et faussaire notoire Jacopo Diassorino (milieu du XVIe siècle).

## Edition
Osann F., Philemonis grammatici quae supersunt vulgatis et emendatiora et auctiora, Berlin, 1821